# 1381 w polityce

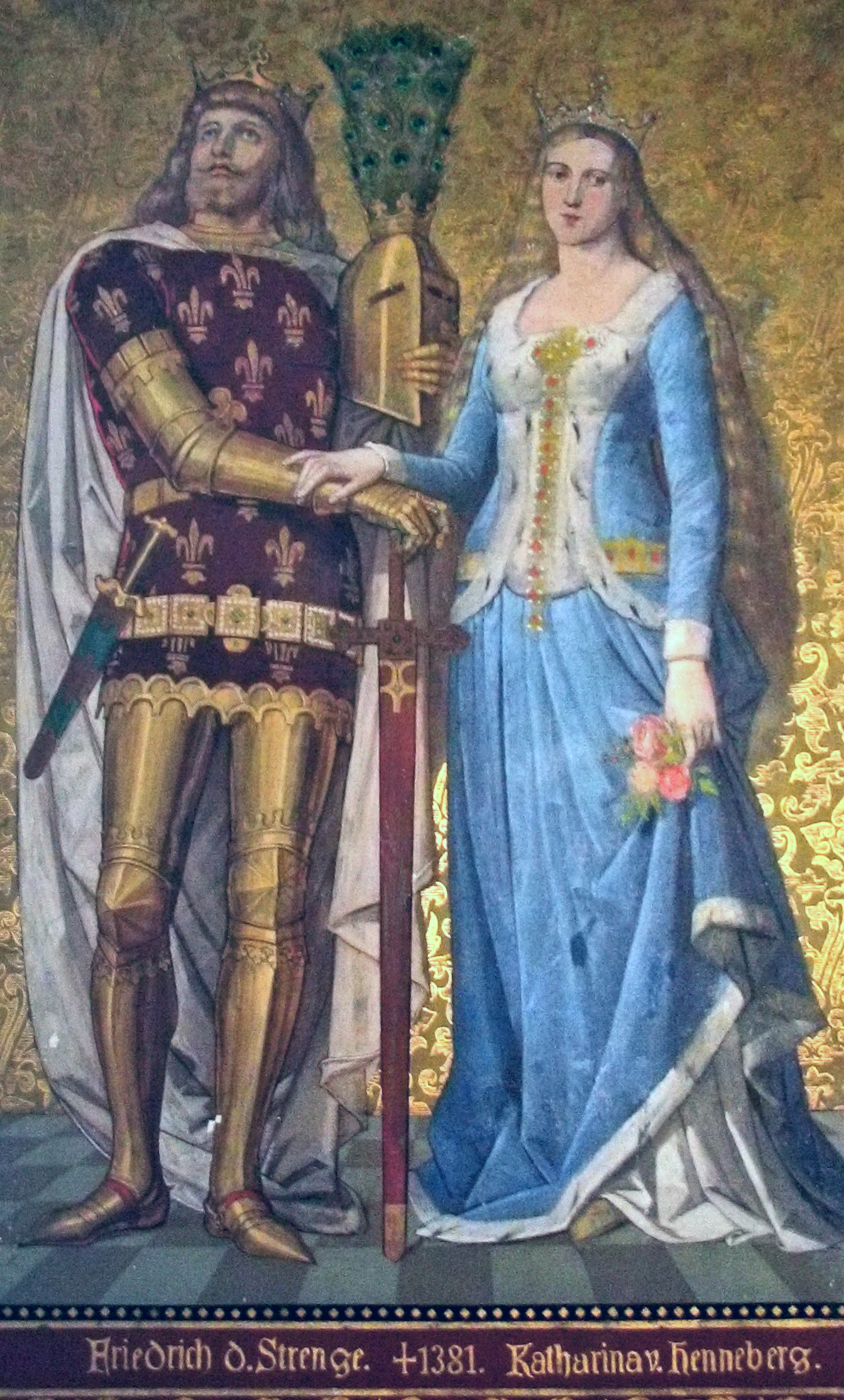
Fryderyk III Srogi z żoną

Wydarzenia polityczne w 1381 roku.

## Zmarli
- 21 maja Fryderyk III Srogi, margrabia Miśni i landgraf Turyngii[1].